# Teucholabis (Teucholabis) reginae
Teucholabis (Teucholabis) reginae is een tweevleugelige uit de familie steltmuggen (Limoniidae). De soort komt voor in het Australaziatisch gebied.